# John Chilembwe
John Nkologo Chilembwe (Chiradzulu, juny de 1871 - prop de Mulanje, 3 de febrer de 1915) va ser un pastor baptista, educador i revolucionari, que es va formar com a religiós als Estats Units i va tornar a Nyasalàndia el 1901. Va ser una figura pionera en la resistència al colonialisme a Nyasalàndia (Malawi), oposant-se tant al tractament dels africans que treballaven en l'agricultura a les plantacions de propietat europea com a la manca de promoció per part del govern colonial de l'avanç social i polític dels africans. Poc després de l'esclat de la Primera Guerra Mundial, Chilembwe va organitzar una revolta armada fallida contra el domini colonial. Avui dia, Chilembwe és celebrat com un heroi de la independència en alguns països africans, i el Dia de John Chilembwe se celebra anualment el 15 de gener a Malawi.

## Biografia
Hi ha poca informació sobre la paternitat i el naixement de John Chilembwe. Un pamflet nord-americà de 1914 afirmava que John Chilembwe havia nascut a Sangano, al districte de Chiradzulu, al sud del que es convertiria en Nyasalàndia, al juny de 1871. El missioner anglès Joseph Booth (1851-1932) va afirmar que el pare de Chilembwe era un yao i la seva mare una esclava mang'anja, capturada en la guerra. Aquesta informació era contemporània; a la dècada de 1990, la néta de John Chilembwe va afirmar que el pare de Chilembwe podria haver-se dit Kaundama, i que era un dels que es van establir al turó Mangochi durant la infiltració yao al territori mang'anja, i que la seva mare podria haver-se dit Nyangu: el seu nom probablement previ al baptisme era Nkologo. Tanmateix, altres fonts també recents donen noms diferents. Chilembwe va assistir a una missió de l'Església d'Escòcia a partir de 1890 aproximadament.

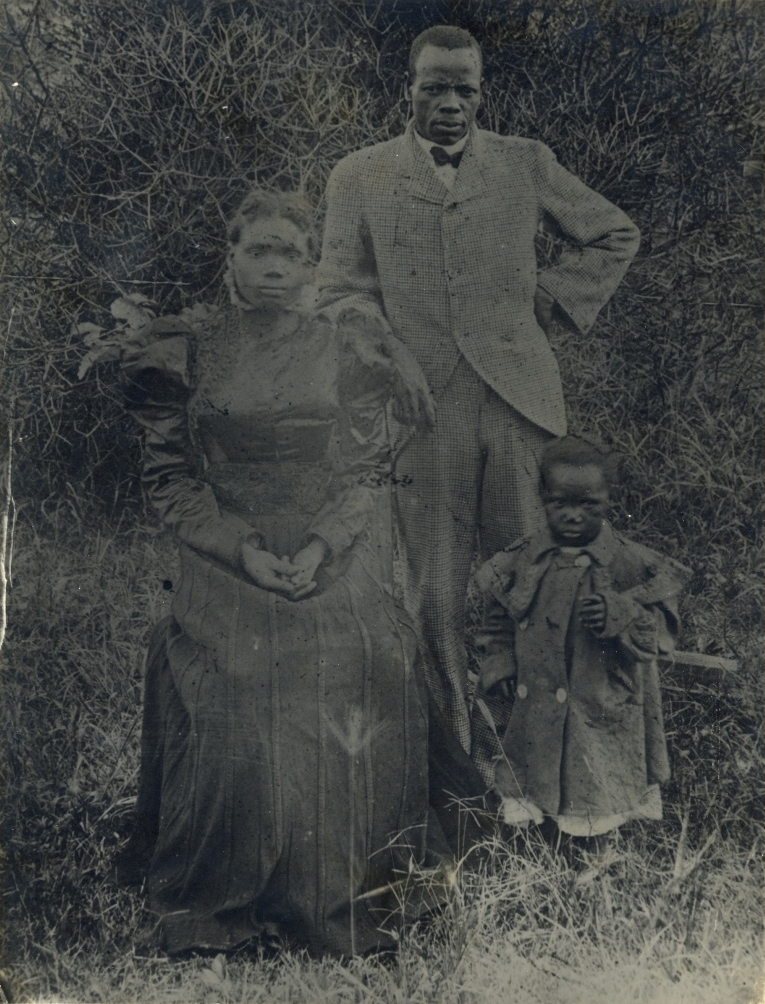
John Chilembwe, amb la seva dona Ida, i un dels seus fills. Data desconeguda.

Chilembwe tenia una dona anomenada Ida. Van tenir dos fills, John (apodat Charlie) i Donald, que van néixer en dates desconegudes, a més d'una filla, Emma, que va morir durant la infància.

### Influència de Joseph Booth
El 1892 Chilembwe es va convertir en criat de Joseph Booth, un missioner radical i independent. Booth havia arribat a l'Àfrica el 1892 com a baptista per establir la Missió Industrial del Zambezi prop de Blantyre. Booth criticava la reticència de les missions presbiterianes escoceses a admetre els africans com a membres de ple dret de l'església, i més tard va fundar set missions més independents a Nyasalàndia que, com la Missió Industrial del Zambezi, se centraven en la igualtat de tots els fidels. A la casa i la missió de Booth, on estava estretament associat amb Booth, Chilembwe es va familiaritzar amb les idees religioses radicals i els sentiments igualitaris de Booth.
Booth va deixar Nyasalàndia amb Chilembwe el 1897; va tornar a Nyasalàndia sol el 1899 però va marxar definitivament el 1902, tot i que va continuar mantenint correspondència amb Chilembwe. Després de 1906, Booth va ser fortament influenciat pel Mil·lenarisme, però fins a quin punt va mantenir la influència sobre Chilembwe després de 1902 o el va influenciar cap a creences mil·lenaristes és discutit. Tot i així, sí que Booth més tard va influir fortament a Elliot Kenan Kamwana, el primer líder dels seguidors de la Torre de Guaita de Charles Taze Russell a Nyasalàndia.

### Educació als Estats Units i relacions amb les esglésies independents americanes i africanes
El 1897, Booth i Chilembwe van viatjar junts als Estats Units. A causa de les dificultats que van trobar quan viatjaven, Booth va presentar Chilembwe al reverend Lewis G. Gordon, Secretari de Missions Estrangeres de la Convenció Nacional Baptista dels Estats Units, que va aconseguir que Chilembwe assistís al Seminari i Col·legi Teològic de Virgínia (ara Universitat de Virgínia de Lynchburg), una petita institució baptista a Lynchburg, Virgínia, on segurament hi va estudiar la història afroamericana.
El director era un negre de militància independent, Gregory Hayes, i Chilembwe va experimentar el prejudici contemporani contra els negres i va deixar influenciar per les idees radicals dels negres nord-americans i les obres de John Brown, Booker T. Washington, Frederick Douglass i altres. Va ser ordenat com a ministre baptista a Lynchburg el 1899. Després de completar els seus estudis al mateix Lynchburg el 1900, va tornar a Nyasalàndia amb la benedicció de la Junta de Missions Estrangeres i l'assistència financera de la Convenció Nacional Baptista.
Durant els primers 12 anys del seu ministeri després del seu retorn a Nyasalàndia, Chilembwe va fomentar l'autoestima i l'avançament dels africans a través de l'educació, el treball dur i la responsabilitat personal, tal com advocava Booker T. Washington. Les seves activitats van ser inicialment recolzades pels missioners protestants blancs, tot i que les seves relacions amb les missions catòliques van ser menys amistoses.
Després de 1912, Chilembwe va desenvolupar contactes més estrets amb les esglésies africanes independents locals, incloses les congregacions Baptistes del Setè Dia i les Esglésies de Crist, amb l'objectiu d'unir algunes o totes aquestes esglésies africanes amb la seva pròpia església missionera al centre. Alguns membres de la congregació de Chilembwe havien estat anteriorment seguidors de la Torre de Guaita i va mantenir contacte amb Elliot Kamwana, però la influència de les creences mil·lenaristes de la Torre de Guaita sobre ell és minimitzada per la majoria dels autors, excepte Lindens & Linden. Tot i que la gran majoria dels que van ser trobats culpables de rebel·lió i sentenciats a mort o a llargues penes de presó eren membres de l'església de Chilembwe, uns pocs altres membres de les Esglésies de Crist a Zomba també van ser trobats culpables.

## Retorn a Nyasalàndia i treball missioner

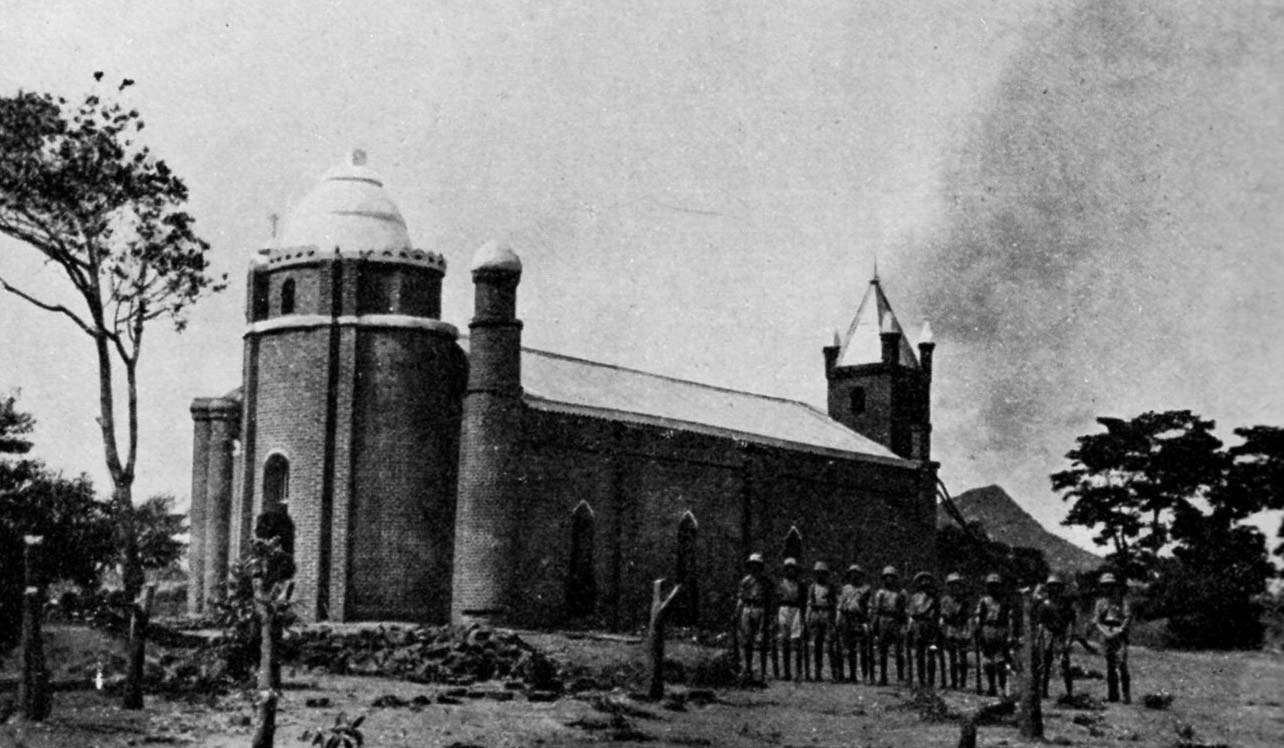
Vista de l'església de la Providence Industrial Mission a Mbombwe poc després de la seva captura per les tropes governamentals (1915).

El 1900 John Chilembwe va tornar a Nyasalàndia, declarant la seva intenció de "treballar entre la seva raça ignorada". Finançat per la National Baptist Convention of America, Inc., i assistit per dos ajudants baptistes americans fins al 1906, Chilembwe va establir la Providence Industrial Mission (P.I.M.) al districte de Chiradzulu. La missió es va desenvolupar lentament durant la seva primera dècada, depenent de petites donacions regulars dels seus recolzadors americans. El 1912, Chilembwe havia fundat diverses escoles amb una matrícula de 1.000 alumnes i 800 estudiants adults.
Va predicar valors de treball dur, respecte per un mateix i ajuda mútua a la seva congregació. Inicialment, Chilembwe va utilitzar la seva posició a l'església per criticar les condicions en què vivien els africans al protectorat sense oposar-se directament al govern d'una manera que pogués ser considerada subversiva. No obstant això, cap al 1912 o 1913, va esdevenir més militant políticament i va criticar obertament la situació dels drets sobre la terra dels africans als Shire Highlands i les condicions laborals dels arrendataris de treball, especialment a les finques d'A. L. Bruce.
També s'ha afirmat que Chilembwe predicava una forma de mil·lenarisme i que això podria haver influït en la seva decisió d'iniciar una revolta armada el 1915. Hi ha molt poca evidència directa sobre el que predicava Chilembwe, tot i que, almenys en la seva primera dècada a Nyasalàndia, el seu missatge principal erael rogrés dels africans a través del cristianisme i el treball dur. L'evidència que mostra de les seves idees mil·lenaristes data de 1914, quan va començar a batejar molts nous membres de l'església sense que rebessin instrucció prèvia, com era la pràctica habitual baptista. Aquesta evidència és ambigua, i les activitats de Chilembwe estan més relacionades amb el moviment etíop d'esglésies africanes que se separaven, sovint amb el suport de negres americans, de les denominacions més ortodoxes però controlades pels europeus, que no pas amb grups obertament mil·lenaristes com els adventistes del setè dia.

### Greuges colonials
A les Shire Highlands, la zona més densament poblada del protectorat, les finques europees ocupaven unes 867.000 acres, gairebé la meitat de la millor terra cultivable. Quan els propietaris van introduir els arrendaments laborals, relativament pocs africans locals van romandre a les finques, preferint establir-se a les terres de la Corona, on el dret consuetudinari els donava dret a utilitzar terres comunitàries (de vegades superpoblades) o convertir-se en treballadors migrants. No obstant això, els plantadors amb grans extensions de terra però poca mà d'obra disponible podien contractar migrants de Moçambic, que no tenien drets sobre terres comunitàries, en uns termes que els africans de Nyasalàndia trobaven inacceptables. Aquests migrants eren despectivament anomenats anguru, un terme utilitzat pels europeus per descriure diversos pobles que originàriament venien de Moçambic però havien emigrat a Nyasalàndia, principalment parlants de llengües makua, sovint de llengua lomwe. Aquests migrants van anar abandonant Moçambic en nombre significatiu des de 1899 a causa d'un nou codi laboral sever, i especialment el anys 1912 i 1913 després d'un període de fam a Moçambic (1912). L'Oficina Colonial els va descriure el 1912 com a treballadors de salaris tan baixos que eren "un rècord per a qualsevol part assentada d'Àfrica". Molts dels condemnats després de la revolta van ser identificats com anguru.

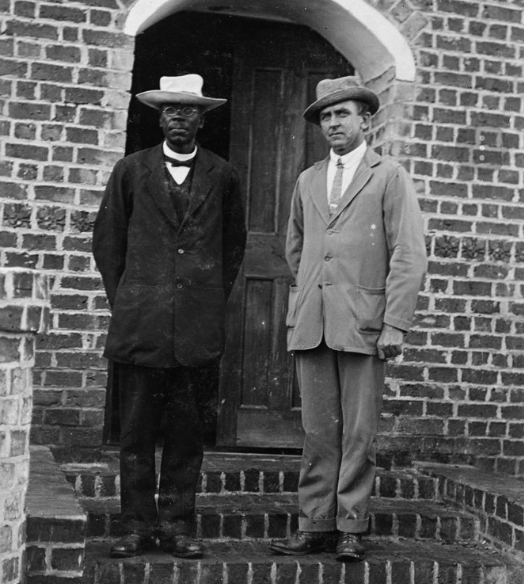
Última foto coneguda de John Chilembwe, amb el missioner britànic John Chorley "Sir Potts 4th", presa el 1914 aproximadament un any abans de la seva mort.

Les condicions a les finques on els anguru esdevenien arrendataris eren generalment pobres, i els africans tant a les finques com a les terres de la Corona van ser sotmesos a un augment de l'impost de la cabana el 1912, malgrat la manca d'aliments. La Providence Industrial Mission de Chilembwe estava situada en una zona dominada per la finca Magomero de les terres d'A. L. Bruce, anomenada així en honor d'un gendre de David Livingstone. Des de 1906, a les terres d'A. L. Bruce s'hi va començar a plantar una varietat resistent de cotó adequada per a les Shire Highlands, que requeria mà d'obra intensiva durant un llarg període. El gerent de la finca, William Jervis Livingstone (es diu que era un parent llunyà de David Livingstone) va assegurar que 5.000 treballadors van estar disponibles a la finca Magomero durant tot el període de cinc o sis mesos mitjançant l'explotació de les obligacions del sistema de treball arrendat de migrants anomenat thangata. Alexander Livingstone Bruce, qui controlava les operacions de les finques d'A. L. Bruce, va instruir Livingstone perquè no permetés cap treball missioner ni l'obertura d'escoles a les finques d'A. L. Bruce, tot i que la companyia proporcionava tractament mèdic i hospitalari gratuït per als treballadors.
Alexander Livingstone Bruce creia que els africans educats no tenien lloc a la societat colonial i s'oposava a la seva educació. També va expressar el seu desgrat personal per Chilembwe com a africà educat i considerava que totes les esglésies dirigides per africans eren centres d'agitació, prohibint-ne la construcció a la finca Magomero. Tot i que aquesta prohibició s'aplicava a totes les missions, la missió de Chilembwe, sent la més propera, es va convertir en un focus natural d'agitació africana, i Chilembwe es va convertir en el portaveu dels arrendataris africans a les finques d'A. L. Bruce. Chilembwe va provocar una confrontació erigint esglésies en terres de la finca, que Livingstone va cremar perquè les considerava centres d'agitació contra la gestió i perquè feien reclamacions potencials sobre les terres de la finca.

### Reacció al sistema colonial
Chilembwe es va enfurismar per la negativa de Livingstone a reconèixer el valor dels africans, i també es va sentir frustrat per la negativa dels colons i el govern a proporcionar oportunitats adequades o una veu política als "nous homes" africans, que havien estat educats per les missions presbiterianes i d'altres a Nyasalàndia o, en alguns casos, havien rebut una educació superior a l'estranger. Diversos d'aquests homes van esdevenir els lloctinents de Chilembwe durant la revolta.
Tot i que a Chilembwe li havien anat les coses raonablement bé durant la seva primera dècada a la Providence Industrial Mission, els cinc anys anteriors a la seva mort van veure una sèrie de problemes en la missió i en la seva vida personal. Al voltant de 1910, va contreure diversos deutes mentre les despeses de la missió augmentaven i els fons dels seus recolzadors americans disminuïen. La seva salut va empitjorar a causa dels atacs d'asma, la mort d'una filla i l'empitjorament de la vista, cosa que podria haver aprofundit en el seu estat d'ànim.

## Precedents de l'aixecament de 1915

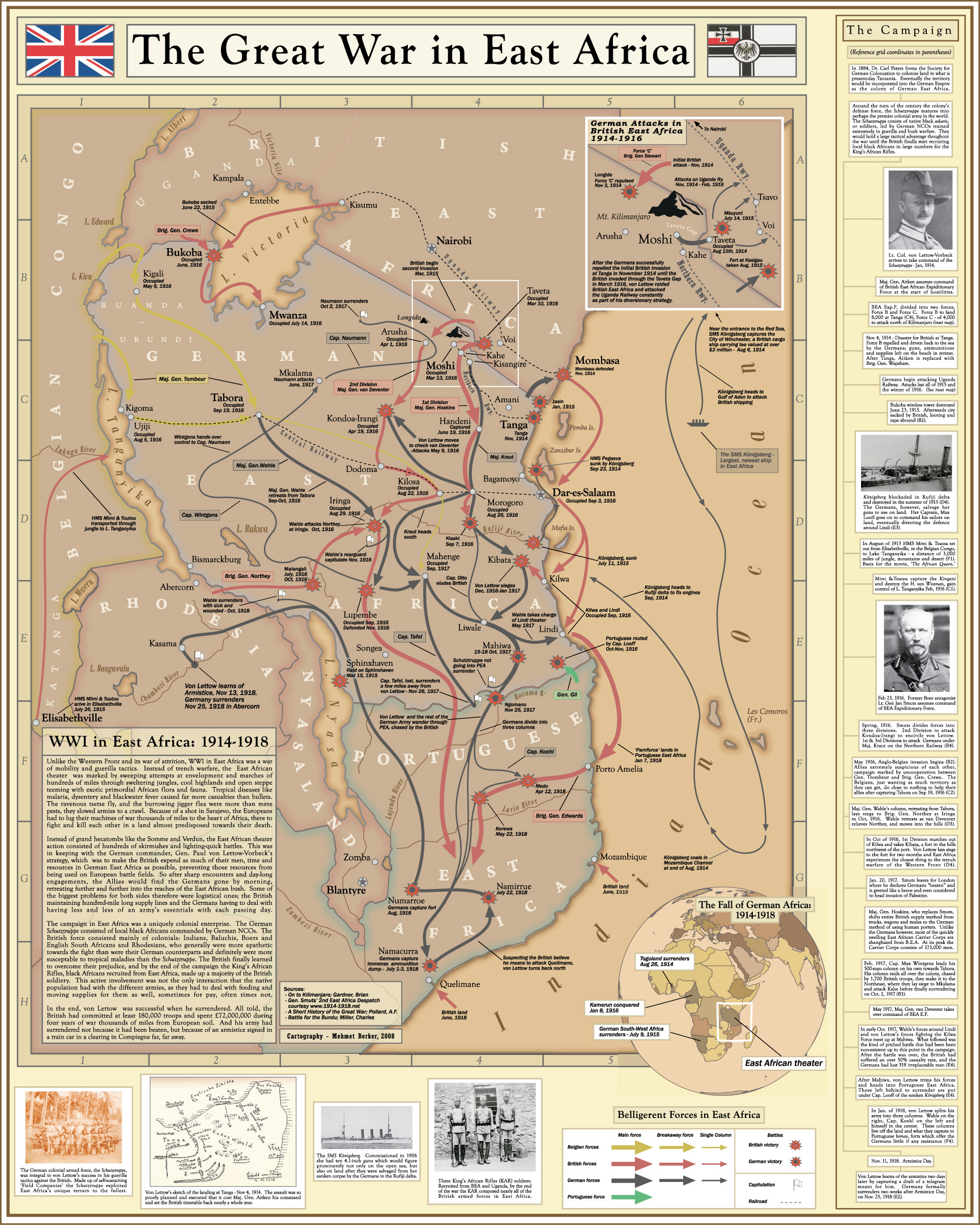
Operacions a l'Àfrica Oriental durant la Primera Guerra Mundial.

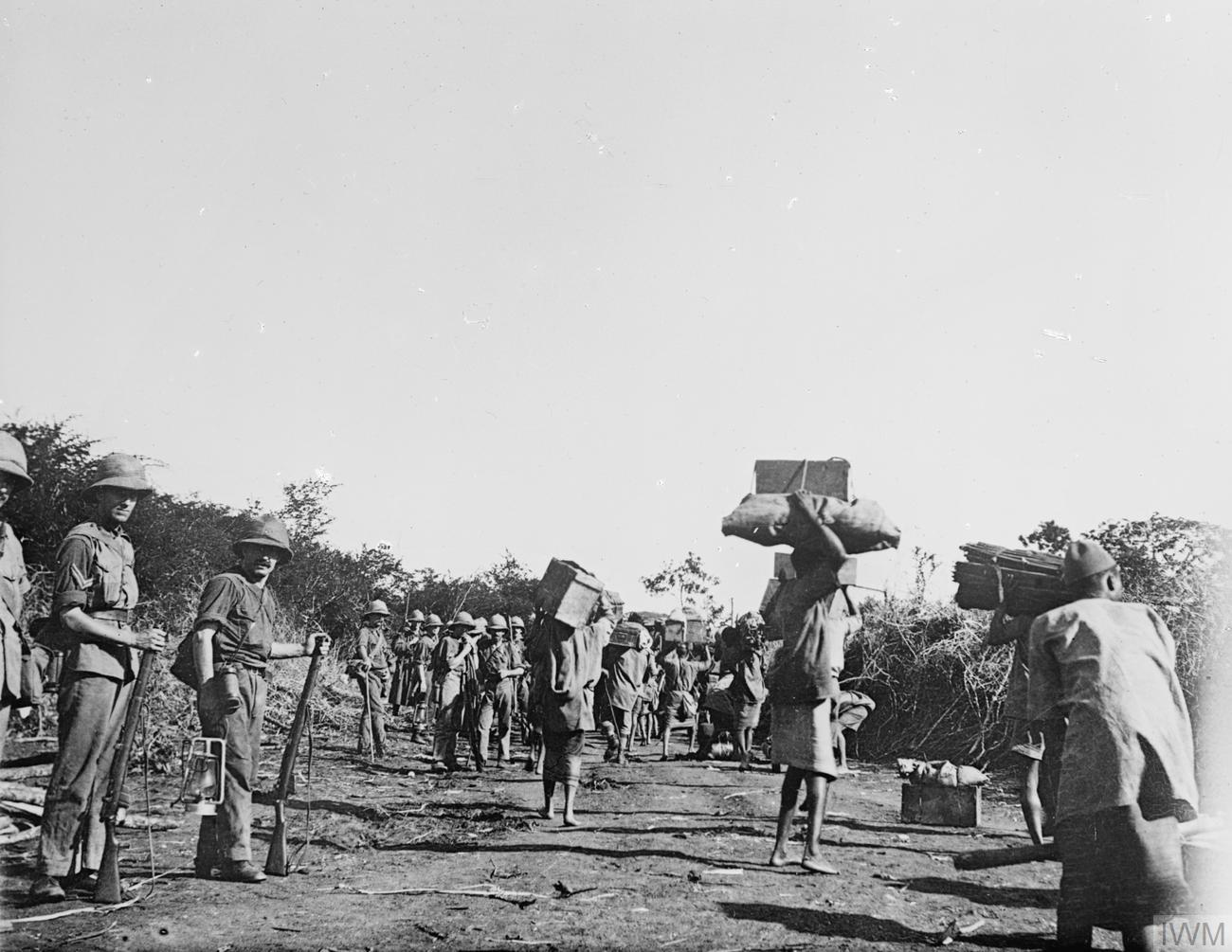
Portadors vigilats per soldats britànics durant la campanya d'Àfrica Oriental-

Les fonts citades anteriorment coincideixen que, després del 1912 o el 1913, la sèrie de qüestions socials i personals esmentades va augmentar l'amargor de Chilembwe cap als europeus a Nyasalàndia, i el va portar a pensar en la revolta i el genocidi. No obstant això, tracten l'esclat i els efectes de la Primera Guerra Mundial com el factor clau que el va motivar a prendre acció, que creia que era el seu destí liderar, per a la redempció del seu poble. Durant aquesta guerra, uns 19.000 africans de Nyasalàndia van servir en el regiment colonial britànic King's African Rifles i van forçar fins a 200.000 més a ser portadors durant diversos períodes, principalment a la campanya a l'Àfrica Oriental contra els alemanys a Tanganyika. La malaltia va causar moltes baixes entre ells. Una de les primeres campanyes, una invasió alemanya a Nyasalàndia i una batalla a Karonga al setembre de 1914, va fer que Chilembwe escrivís una carta apassionada contra la guerra al diari Nyasaland Times, dient que alguns dels seus compatriotes "ja havien vessat la seva sang", d'altres estaven "invitats a morir per una causa que no és seva". La censura de guerra va impedir la publicació de la carta, i per desembre de 1914, Chilembwe ja era vist amb sospita per les autoritats colonials.
El governador va decidir deportar Chilembwe i alguns dels seus seguidors, i va demanar al govern de Maurici que els acceptés pocs dies abans que comencés l'aixecament. La censura de la carta de Chilembwe sembla ser el detonant que el va passar de la conspiració a l'acció. Va començar a organitzar detalladament una rebel·lió, reunint un petit grup d'africans, educats ja sigui a la Missió Blantyre o a les escoles de les esglésies africanes independents separatistes de les Shire Highlands i al districte de Ncheu, com a seus lloctinents. En una sèrie de reunions celebrades al desembre de 1914 i principis de 1915, Chilembwe i els seus seguidors principals van intentar derrocar el govern colonial i substituir-lo, si era possible. Tanmateix, sembla que Chilembwe es va assabentar de la seva deportació prevista i es va veure obligat a avançar la data de la revolta, fent que les possibilitats d'èxit fossin més improbables, i convertint-la en un gest simbòlic de protesta. Quan va avançar la data de l'aixecament a les Shire Highlands, Chilembwe no va poder assegurar la coordinació amb l'aixecament planejat al districte de Ntcheu i, per tant, va acabar sent en gran part un fracàs. El fracàs al districte de Ntcheu també pot relacionar-se amb el pacifisme de molts seguidors dels Baptistes del Setè Dia i de la Torre de Vigilància.

### Aixecaments i mort del 1915
Les finalitats de l'aixecament romanen poc clares, en part perquè Chilembwe i molts dels seus principals partidaris hi van morir, i també perquè molts documents van ser destruïts en un incendi el 1919. No obstant això, l'ús del tema "Àfrica pels africans" suggereix un motiu polític més que no pas un motiu religiós purament mil·lenarista. Es diu que Chilembwe va establir paral·lelismes entre el seu aixecament i el de John Brown, i va expressar el seu desig de "fer un cop i morir" just abans que comencés l'aixecament. No obstant això, aquesta afirmació es basa exclusivament en el que George Simeon Mwase, absent a Nyasalàndia el 1915, va escriure 17 anys després dels fets. Mwase va afirmar que la frase, "…fer un cop i morir…" va ser dita diverses vegades per Chilembwe, però no està registrada en cap altre lloc, i entra en conflicte amb el desenvolupament real de l'aixecament, durant el qual diversos líders es van quedar a casa i molts dels seguidors van fugir quan van veure aparèixer les tropes.
La primera part del pla de Chilembwe era atacar els centres europeus a les Shire Highlands la nit del 23 al 24 de gener de 1915 per obtenir armes i municions, i la segona era atacar les propietats europees en la mateixa àrea simultàniament. La major part de la força de Chilembwe, d'unes 200 persones, provenien de les seves congregacions a Chiradzulu i Mlanje, amb el suport d'altres esglésies africanes independents a les Shire Highlands. En la tercera part del pla, les forces de la revolta de Ncheu, basades en els baptistes independents del Setè Dia locals, es mourien cap al sud per enllaçar amb Chilembwe. Esperava que els africans descontents de les propietats europees, els familiars de soldats morts a la guerra i altres s'hi sumessin a mesura que avançava la revolta.
No és clar si Chilembwe tenia plans definits en cas de fracàs; alguns suggereixen que tenia la intenció de buscar una mort simbòlica, altres que planejava escapar a Moçambic. La primera i tercera part del pla van fracassar gairebé completament, ja que alguns dels seus lloctinents no van dur a terme els seus atacs, es van obtenir poques armes, el grup de Ncheu no havia pogut formar-se ni moure's cap al sud, i no hi va haver suport massiu a l'aixecament.
L'atac a les finques europees es va concentrar en gran part a les finques de Bruce, on William Jervis Livingstone va ser assassinat i decapitat i dos empleats europeus més assassinats. Tres homes africans també van ser assassinats pels rebels; una missió dirigida per Europa va ser incendiada, un missioner va resultar greument ferit i una noia va morir al foc. A part d'aquesta noia, tots els morts i ferits eren homes, ja que Chilembwe havia ordenat que no es fes mal a les dones. El 24 de gener, que era diumenge, Chilembwe va fer un servei a la Providence Industrial Mission amb el cap empalat de Livingstone ben visible. Tanmateix, el 26 de gener es va adonar que l'aixecament no havia aconseguit el suport local. Després d'evitar els intents de capturar-lo i, aparentment, d'intentar escapar a Moçambic, va ser localitzat i assassinat per una patrulla militar askari el 3 de febrer. Un magistrat adjunt que havia inspeccionat el cos de Chilembwe va informar a la investigació governamental que portava "un abric blau fosc, una camisa de color i una jaqueta de pijama a ratlles per sobre de la camisa i uns pantalons de franel·la grisa. Amb el cos se li van portar unes ulleres, un parell de pinces i un parell de botes negres". Quan havia estat localitzat per patrulles a la frontera de Moçambic, Chilembwe havia continuat mantenint la seva aparença de "caballer civilitzat".

## Les repercussions de l'aixecament
La majoria dels principals seguidors de Chilembwe i alguns altres participants en l'aixecament van ser executats després de judicis sumaríssims sota la llei marcial poc després que fracassés. El nombre total de morts és incert, ja que es van dur a terme execucions extrajudicials per part de membres europeus de la Reserva Voluntària de Nyasalàndia. El govern també va tancar la Missió Industrial de la Providència de Chilembwe, que va romandre inactiva fins al 1926, quan es va reobrir sota la direcció de l'exalumne Daniel Sharpe Malekebu.
Es va nomenar una Comissió d'Investigació sobre l'aixecament de Chilembwe i, en les seves audicions de juny de 1915, els plantadors europeus van culpar les activitats missioneres, mentre que els missioners europeus van fer èmfasi en els perills de la docència i la predicació per part de les esglésies africanes independents com les dirigides per Chilembwe. Diversos africans que van donar testimoni es van queixar del tracte als treballadors a les propietats, però van ser en gran part ignorats. La investigació oficial necessitava trobar causes per a l'aixecament i va culpar Chilembwe per la seva barreja d'ensenyament polític i religiós, però també a les condicions insatisfactòries a les propietats d'A. L. Bruce i el règim excessivament sever de W. J. Livingstone. La investigació va saber que les condicions imposades a les propietats d'A. L. Bruce eren il·legals i opressores, com ara pagar malament als treballadors o en espècie (no en efectiu), exigir mà d'obra excessiva als llogaters o no registrar el treball que feien, i assotar i colpejar tant els treballadors com els llogaters. Els abusos van ser confirmats pels treballadors i llogaters de Magomero interrogats per la Comissió el 1915.
Livingstone va ser l'únic culpable d'aquestes condicions insatisfactòries, i el director resident de les propietats d'A. L. Bruce, Alexander Livingstone Bruce, que tenia control absolut sobre la política de les propietats i considerava que els africans educats no tenien lloc en la societat colonial, va escapar del censurament. El concepte que l'única relació adequada entre europeus i africans era la d'amo i criat era al cor de la societat colonial, liderada pels terratinents. Aquest concepte era una de les raons per la qual Chilembwe pretenia lluitar-hi en contra amb les seves escoles i els seus esquemes d'autoajuda, i finalment la raó per la qual va acabar tendint vers l'acció violenta.

## Independència de Nyasalàndia i llegat

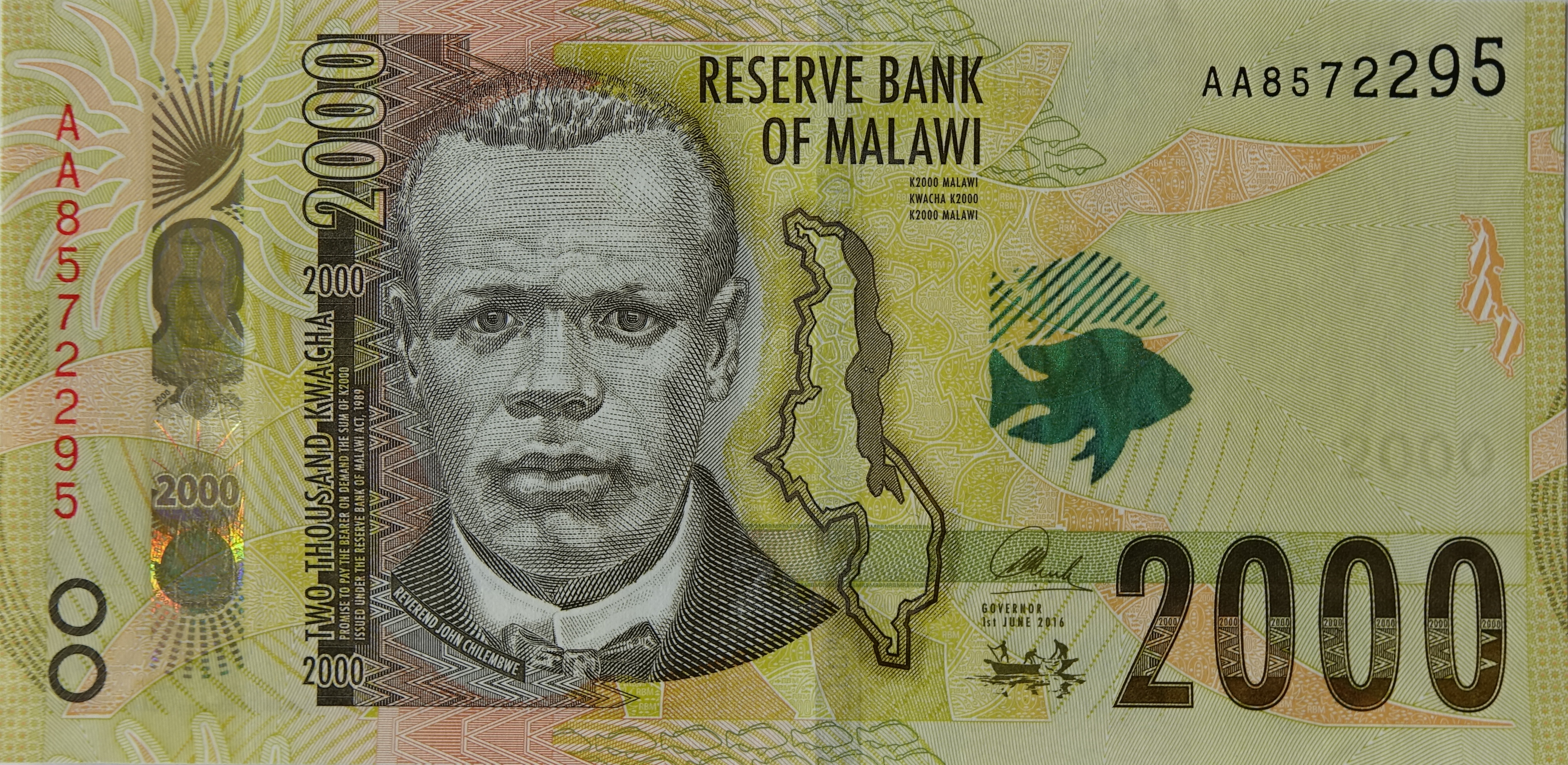
Bitllet de 2000 kwacha amb el retrat de Chilembwe a l'anvers

Nyasalàndia va aconseguir la independència el 1964, prenent el nom de Malawi. La imatge de Chilembwe era a l'anvers de tots els bitllets de kwatcha malawians des del 1997 fins al maig del 2012, quan es van llançar nous bitllets; el bitllet de 500 kwacha encara porta el seu retrat. Des de desembre de 2016, el bitllet de 2000 kwacha també porta la seva imatge.
El Dia de John Chilembwe se celebra anualment el 15 de gener a Malawi.
El setembre de 2022 es va innaugurar a Trafalgar Square de Londres una estàtua de John Chilembwe de grans dimensions.